# 日向市消防本部
日向市消防本部（ひゅうがししょうぼうほんぶ）は、宮崎県日向市の消防部局（消防本部）。管轄区域は日向市及び東臼杵郡門川町の全域。門川町は日向市に常備消防事務を委託している。

## 概要
- 消防本部：日向市亀崎2丁目23番地
- 管内面積：763.81km2
- 消防署1カ所、分遣所2カ所
- 配置車両
  - 消防ポンプ車:2
  - 水槽付消防ポンプ車:4(2000リットル型:2、1500リットル＋電動ホースカー:2台)
  - 化学消防ポンプ車:1
  - 救助工作車:1
  - 救急自動車:3
  - はしご車:1
  - 資機材搬送車:1
  - 司令車:1
  - 警防車:1
  - 予防車:1
  - 広報車:1
  - 連絡車:1

## 組織
- 本部：総務課、警防課、予防課
- 消防署：消防1課、消防2課（消防係、救急係、通信指令係）

## 消防署
| 消防署       | 住所                  | 分遣所                                                  |
| ------------ | --------------------- | ------------------------------------------------------- |
| 日向市消防署 | 日向市亀崎2丁目23番地 | 南:日向市大字幸脇980の5 東郷:日向市東郷町山陰丙1374番地 |